# ヴォワザン LAS (航空機)
ヴォワザン LAS（フランス語:Voisin LAS、またはヴォワザン V）は、フランスで開発された推進式複座複葉軽爆撃機/偵察機である。 
ヴォワザン LA（またはヴォワザン III）の改良型で、名称の「S」は「sureleve」（改良型）を意味する。ガブリエル・ヴォアザンの開発したヴォワザン機シリーズの完成型といえる機体であった。ロシア帝国（現代のロシアやウクライナ）でも生産された。

## 概要

### 開発と西部戦線での運用
LASは、従来より補強された機体構造を持ち、より強力なエンジンを搭載する機体として設計された。1915年中盤に量産が開始され、年末までに350 機が製造された。しかしながら、西部戦線の実戦活動においてはヴォワザン機は役に立たないということが明白になった。機体の飛行速度は足りず、搭載武装も火力不足であった。1915年秋には、フランスはヴォワザン機によって行なわれていた昼間爆撃任務を中止せざるを得なくなった。ヴォワザン機は、当初は夜間爆撃機に転用されたが、1916年になると前線から撤収され、練習機として使用されたり、部隊の後方支援任務に回されたりするようになった。

### 東部戦線での運用とロシアでの発展
一方、東部戦線ではこれよりはるかに長く実線での運用が続けられた。1914年夏、ロシア帝国のモスクワにあった「ドゥークス」航空機工場ではヴォワザン LAのライセンス生産が開始された。続いて、改良型のLASの生産が着手された。機体の生産はロシア革命後の1917年末まで続けられた。モスクワ工場では、各種派生型含め300機から350機が生産された。これに加え、ペトログラートにあったヴラジーミル・アレクサーンドロヴィチ・レーベデフの工場では153機が生産され、中部ウクライナのキエフにあったフェージル・フェードロヴィチ・テレーシュチェンコの工作場では10機が製作された。また、西ウクライナのジュメールィンカではピョートル・ニコラーエヴィチ・イヴァーノフによってヴアゼーン・イヴァーノヴァと呼ばれるLASの発展型が開発され、オデッサのアルトゥール・アントーノヴィチ・アーナトラの工場で150機以上が生産された。
このように、比較的簡単な技術で作れる簡素なヴォワザン機は、第一次世界大戦時のロシア帝国でもっとも多数が生産された航空機となった。1917年9月1日の時点で、臨時政府の前線の航空部隊は70機以上のヴォワザン機を使用していた。ロシア内戦でも各勢力によって運用が続けられた。派生型の詳細は不明であるが、南ロシア軍各軍、ウクライナ人民共和国軍、ウクライナ国軍、ウクライナ・ハルィチナー軍、赤軍などでヴォワザン機が運用されていたことが知られている。

## スペック
- 初飛行：1915年
- 全幅：15.95 m
- 全長：9.60 m
- 全高：3.50 m
- 翼面積：54.00 m2
- 空虚重量：1140 kg
- 通常離陸重量：1470 kg
- 発動機：サルムソン レシプロエンジン ×1
- 出力：150 - 160 馬力
- 最高速度：115 km/h
- 巡航速度：106 km/h
- 飛行継続時間：3時間50秒
- 実用飛行上限高度：3500 m
- 乗員：2 名
- 武装：7.5 mm機銃 ×1 - 2、派生型により37㎜砲、47 - 230 kgの爆弾